# Frontière entre Cuba et le Mexique

Carte de la Mer caraïbe

La frontière entre Cuba et le Mexique est entièrement maritime et sépare l'île de Cuba de la péninsule du Yucatán.
En juillet 1976, les gouvernements respectifs s'accordent sur une ligne frontière définie par les arcs d'un grand cercle passant par les points dont les coordonnées géodésiques suivants, formant un frontière de 625 km.
- Point 1 : 24° 56' 28.83" N., 86° 56' 16.69" O.
- Point 2 : 23° 30' 31.50" N., 86° 24' 14.70" O.
- Point 3 : 23° 26' 54.30" N., 86° 22' 33.80" O.
- Point 4 : 22° 45' 32.80" N., 86° 06' 55.00" O.
- Point 5 : 22° 18' 55.80" N., 86° 00' 35.20" O.
- Point 6 : 21° 4l' 31.50" N., 85° 52' 43.40" O.
- Point 7 : 21° 36' 00.10" N., 85° 51' 18.20" O.
- Point 8 : 21° 35' 20.90" N., 85° 51' 9.30" O.
- Point 9 : 20° 49' 36.40" N., 85° 32' 23.10" O.
- Point 10 : 20° 17' 46.70" N., 85° 07' 24.25" O.
- Point 11 : 20° 04' 37.10" N., 84° 57' 56.30" O.
- Point 12 : 19° 39' 16.60" N., 84° 42' 46.50" O.
- Point 13 : 19° 32' 25.80" N., 84° 38' 30.66" O.

Le point 13 constitue un tripoint entre Cuba, le Mexique et le Honduras. Le point 1 ne rejoint pas l'extrémité de la frontière américano-cubaine.